# Raleigh-Durham International Airport
Raleigh-Durham International Airport is een luchthaven in unincorporated gebied in Wake County in de staat North Carolina van de Verenigde Staten, 20 km ten noordwesten van Raleigh en 20 km ten zuidoosten van Durham. 
De luchthaven bedient de agglomeraties van de steden Raleigh en Durham, waarnaar de luchthaven werd vernoemd, evenals Research Triangle, het driehoekig gebied met uitgestrekte onderzoekslaboratoria gelegen tussen deze twee steden en Chapel Hill. De luchthaven is eigendom van en wordt uitgebaat door de Raleigh-Durham Airport Authority. In 2019 had de luchthaven reguliere directe verbindingsvluchten met 57 steden, met dagelijks gemiddeld een vierhonderdtal vluchten. Dat jaar had de luchthaven 14.218.621 passagiers.
De luchthaven met drie landingsbanen is gebouwd op een gebied van 20 km². Toegang tot de luchthaven is via de snelweg Interstate 40, die ten zuiden van de luchthaven ligt. 

## Geschiedenis
De eerste luchthaven van de regio werd geopend in 1929 als Raleigh's Municipal Airport, ten zuiden van de stad. De capaciteit van de luchthaven was snel onvoldoende en in 1939 werd door de staat North Carolina opdracht gegeven een grotere luchthaven tussen Raleigh en Durham te bouwen en te exploiteren. Vragende partij voor de luchthaven was onder meer de voorzitter van Eastern Air Lines die van deze luchthaven een stop wilde maken op hun route New York-Miami.
De nieuwe luchthaven Raleigh-Durham werd geopend op 1 mei 1943 met vluchten van Eastern Airlines. De passagiersterminal werd gebouwd met materialen die overbleven na de bouw van vier barakken op de voormalige vliegbasis van het Army Air Forces Air Technical Service Command. De drie eerste en oude landingsbanen van de luchthaven waarvan de laatste in gebruik werd genomen in 1951, zijn nog zichtbaar aan de zuidoostkant van de luchthaven.
Na de Tweede Wereldoorlog werd de luchthaven ook bediend door Capital Airlines en Piedmont Airlines arriveerde in 1948. in 1961 werd Capital overgenomen door United Airlines, in 1970 begon ook Delta Air Lines met vluchten op RDU. In de jaren tachtig volgden nog Trans World Airlines, American Airlines en Pan Am, en werden bijkomende terminals gebouwd. In de 21e eeuw werd de luchthaven ook opgenomen in het aanbod van lagekostenluchtvaartmaatschappijen als Allegiant Air, Southwest Airlines en Frontier Airlines.